# Castelli degli Scaligeri

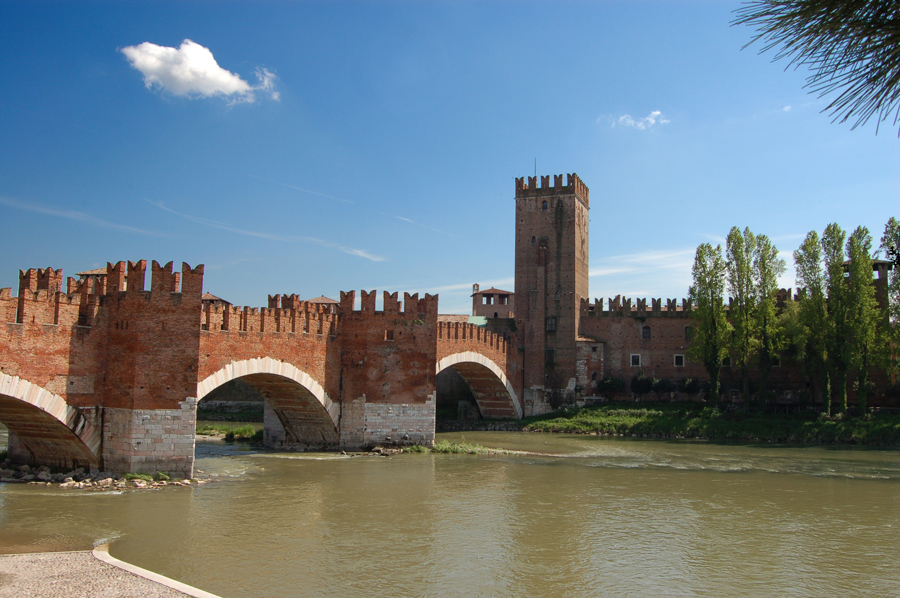
Verona, ponte di Castelvecchio

Geograficamente, i castelli degli Scaligeri erano distribuiti a est del lago di Garda, lungo le pendici delle Alpi, tra Verona e Bassano del Grappa e nella Pianura Padana a sud di Verona. Caratteristici sono i merli a coda di rondine, che erano tuttavia di uso comune nel nord Italia. Impressionante è il castello scaligero di Sirmione, un maniero con fossato su un'isola nel lago di Garda con ingresso annesso al porto. Particolarmente degne di nota sono le fortificazioni ponte, in particolare il ponte di Castelvecchio in Verona, residenza degli Scaligeri.

## Mappa
| - = Castello (In essere o rovine) - = Castello (rovine) - = Mura di città - = Torre |

## Castelli e residenze di città
- Arzignano: rovine del castello
- Avio: rovine del castello
- Bassano del Grappa: castello
- Borghetto: ex castello
- Brentino Belluno: castello scomparso
- Cerea: castello scomparso
- Chiusa: castello scomparso
- Cologna Veneta: castello
- Castello della Corvara: castello scomparso
- Enego: rovine del castello
- Fumane: castello scomparso
- Garda: castello, mura cittadine
- Illasi: rovine del castello
- Lazise: castello
- Legnago: castello scomparso
- Lonigo: castello, due torri
- Malcesine: castello
- Marostica: castello inferiore, rovine del castello superiore e cittadella
- Montebello: castello
- Montecchio Maggiore: due rovine del castello
- Montegalda: castello
- Montorio: rovine del castello
- Montorso Vicentino: castello scomparso
- Monzambano: castello
- Nogara: castello scomparso
- Nogarole Rocca: castello
- Ossenigo: castello scomparso
- Ostiglia: castello scomparso
- Peschiera del Garda: fortezza
- Ponti sul Mincio: castello
- La Rocca in Riva del Garda: castello
- Salizzole: castello
- Sanguinetto: castello
- Schio: castello scomparso
- Sirmione: castello
- Soave: castello e mura della città
- Torri del Benaco: rovine del castello
- Tregnago: rovine del castello
- Valeggio sul Mincio: castello
- Verona: Castelvecchio
- Verona: Palazzo di Cangrande
- La Rocchetta in Vicenza: castello scomparso
- Villafranca: castello
- Villimpenta: rovine del castello
- Zevio: castello

## Mura di città
- Bardolino
- Bassano del Grappa
- Conegliano
- Garda
- Lazise
- Malcesine
- Marostica
- Montagnana
- Riva del Garda
- Sirmione
- Soave
- Thiene
- Torri del Benaco
- Verona
- Vicenza

## Ponti
- Isola della Scala
- Ponte visconteo di Valeggio sul Mincio
- Ponte di Castelvecchio in Verona

## Galleria d'immagini

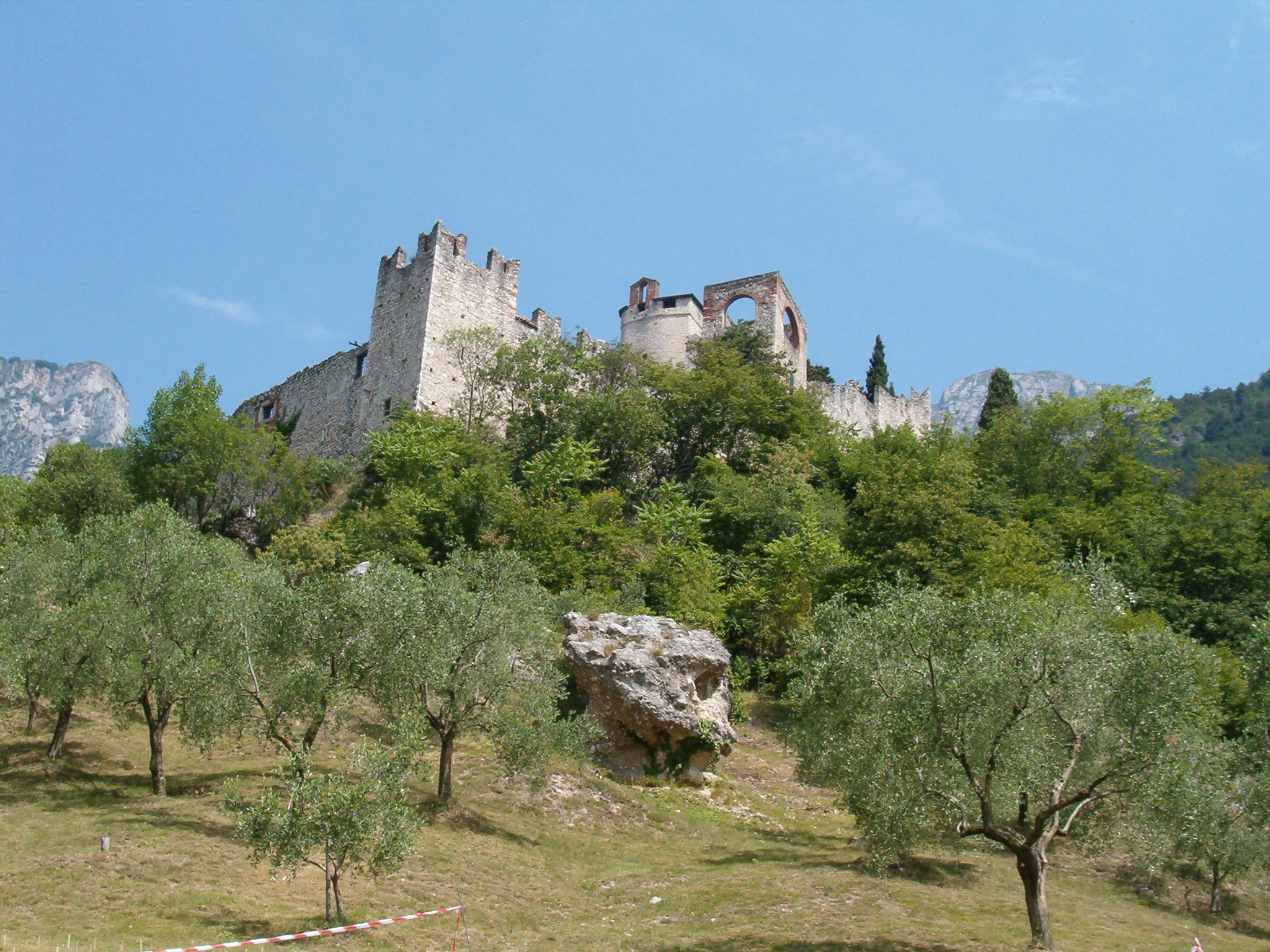
Avio
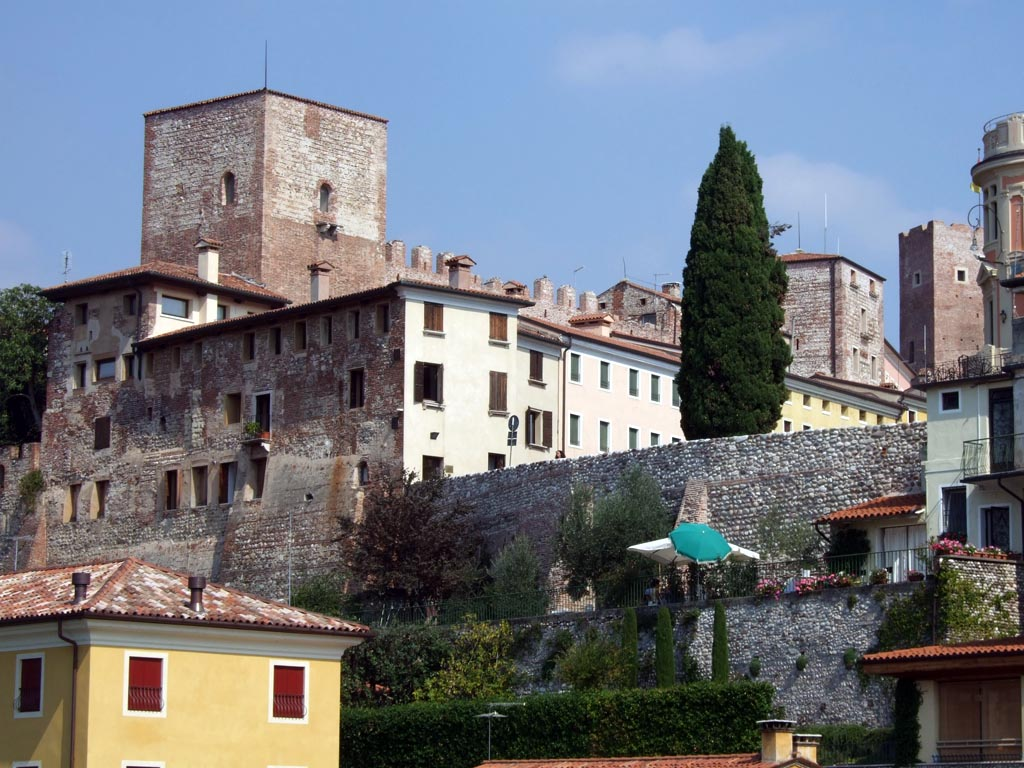
Bassano
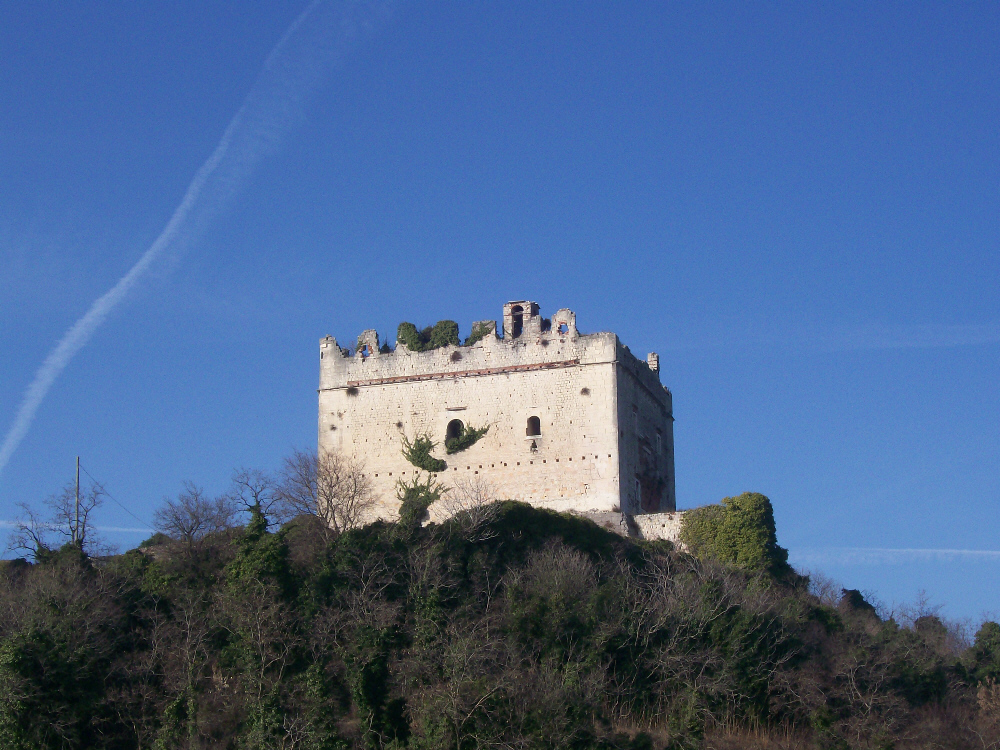
Illasi
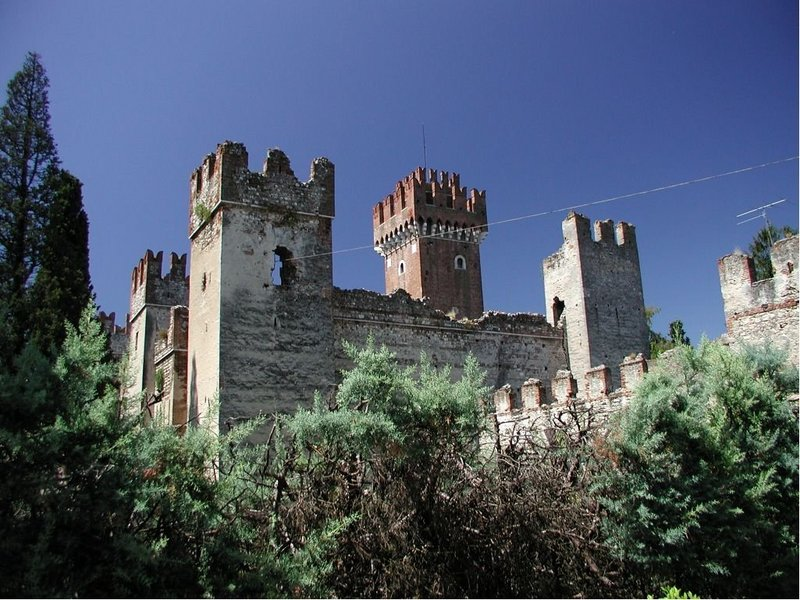
Lazise
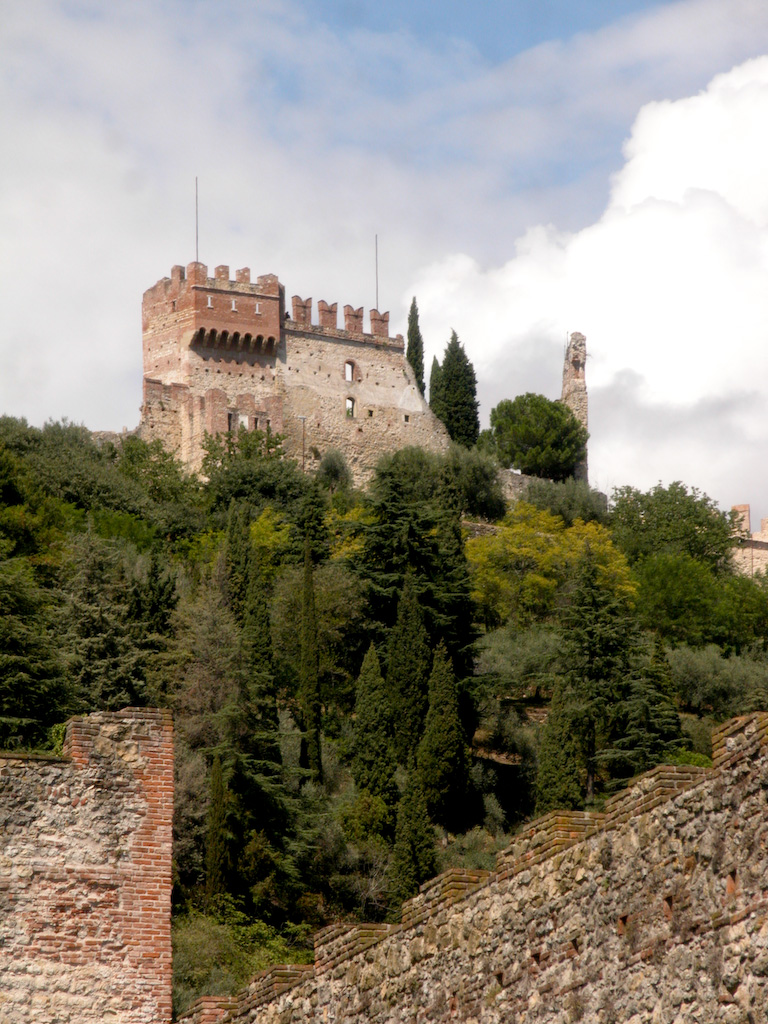
Marostica
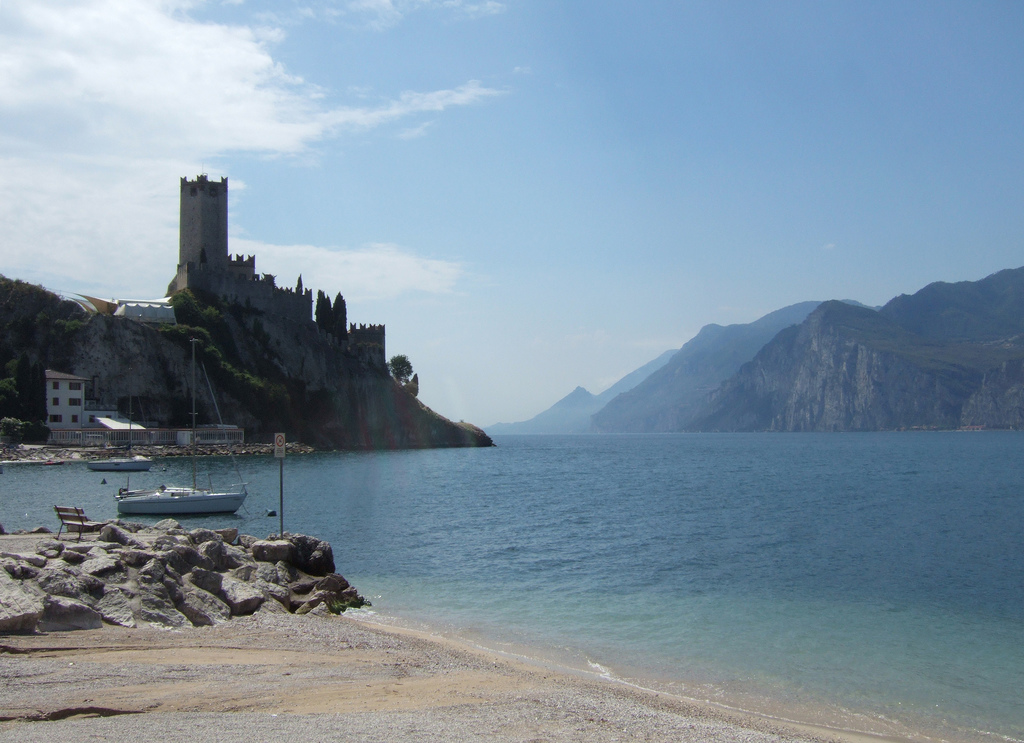
Malcesine
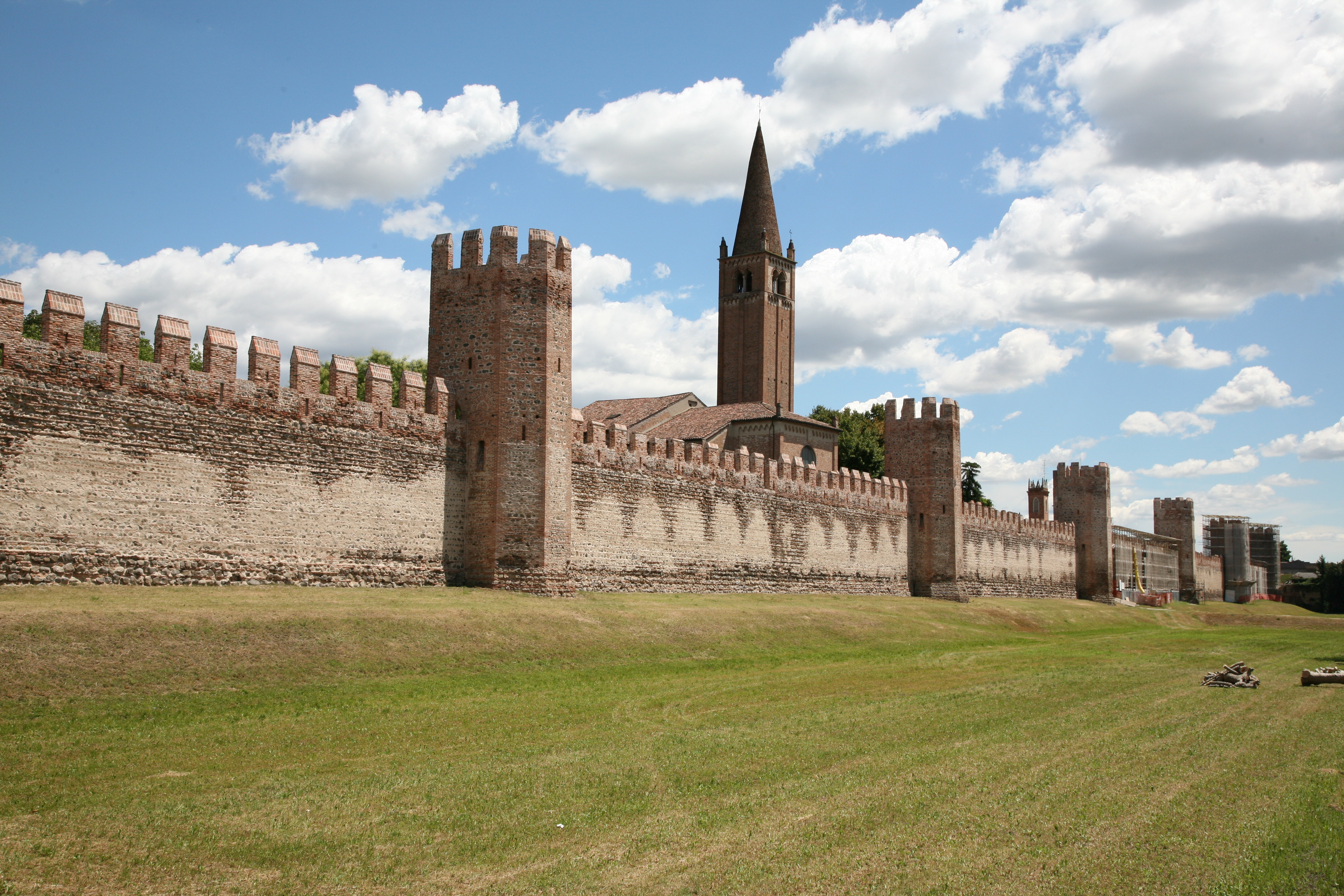
Montagnana
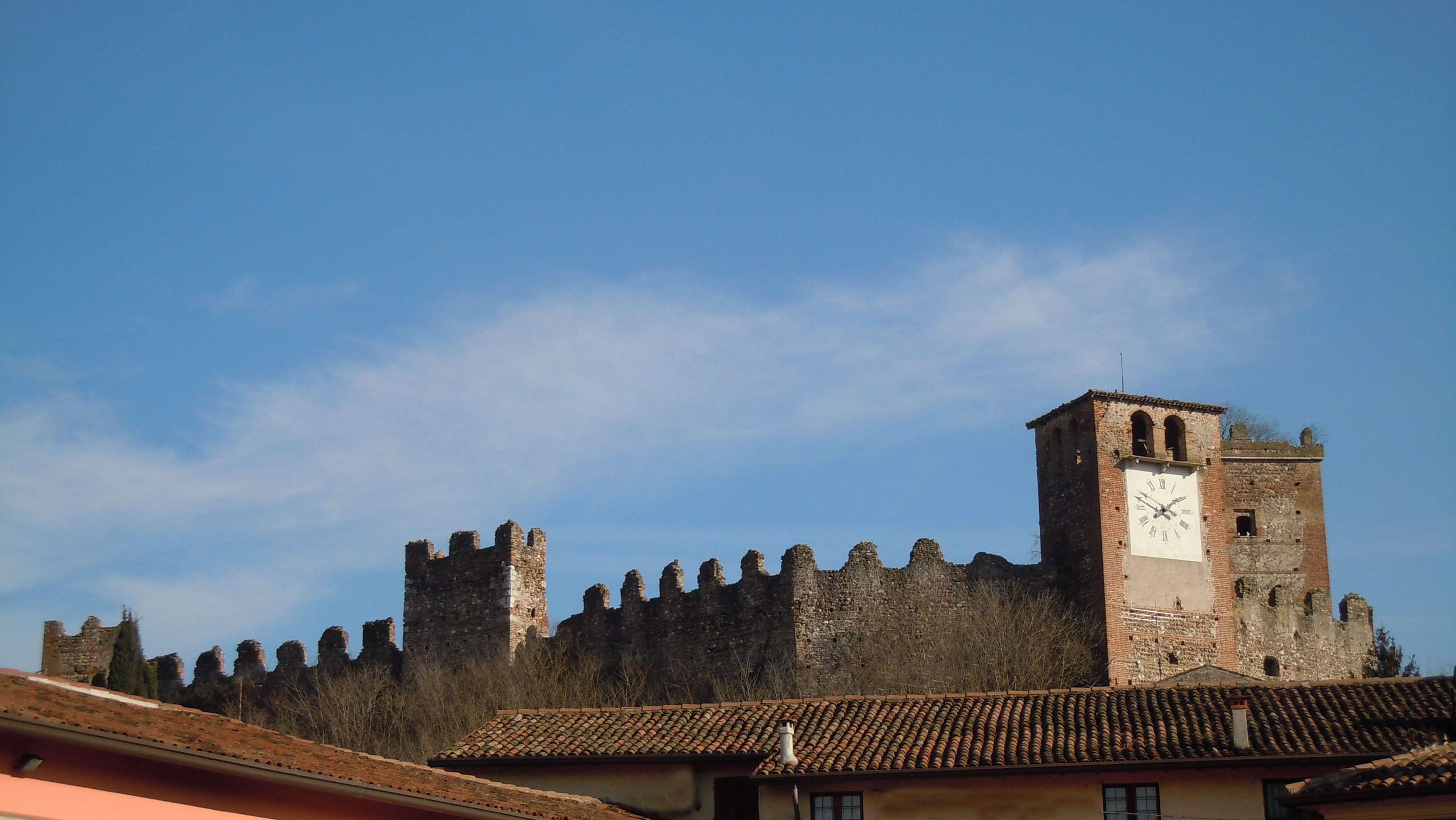
Ponti sul Mincio
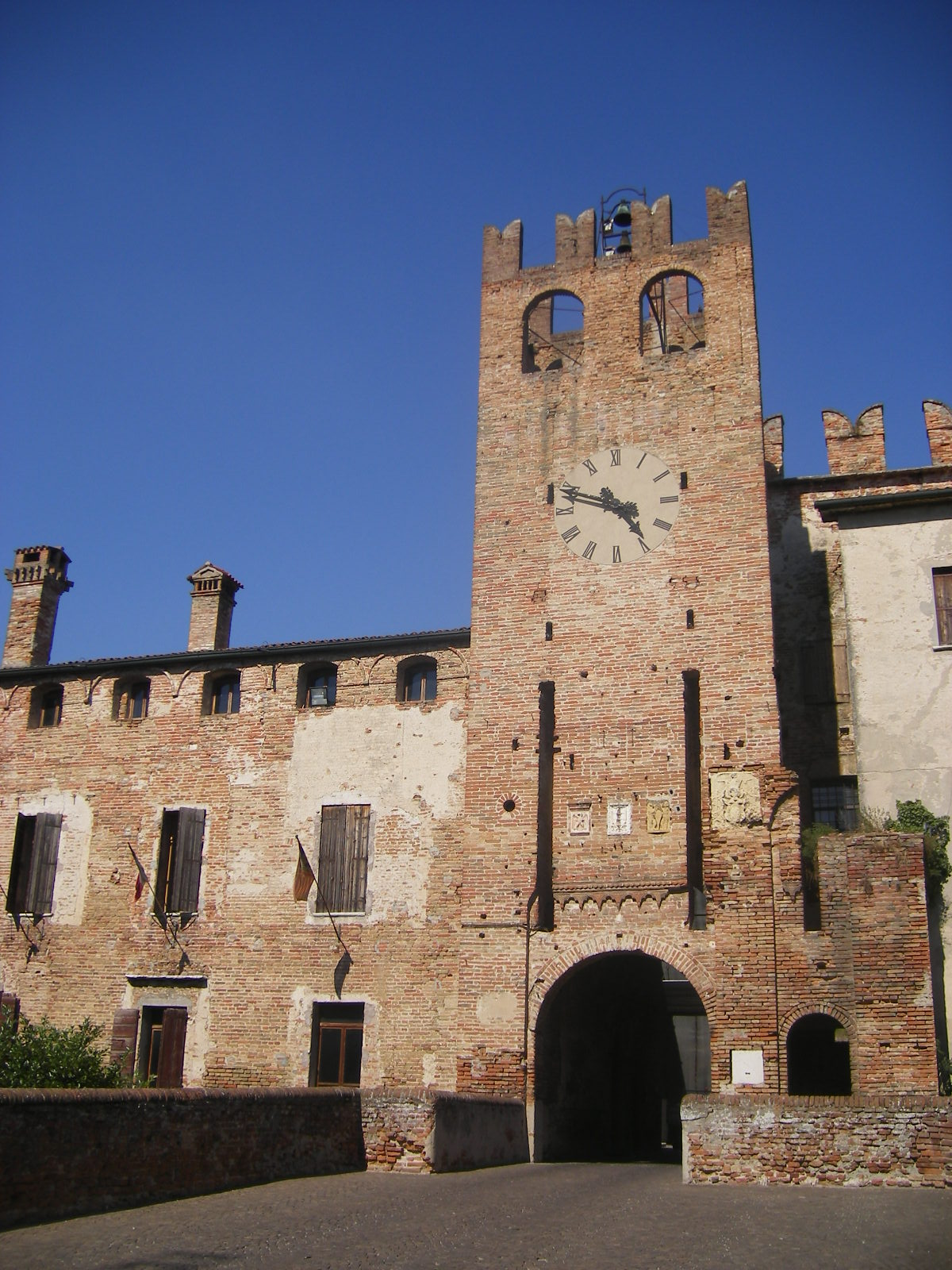
Sanguinetto
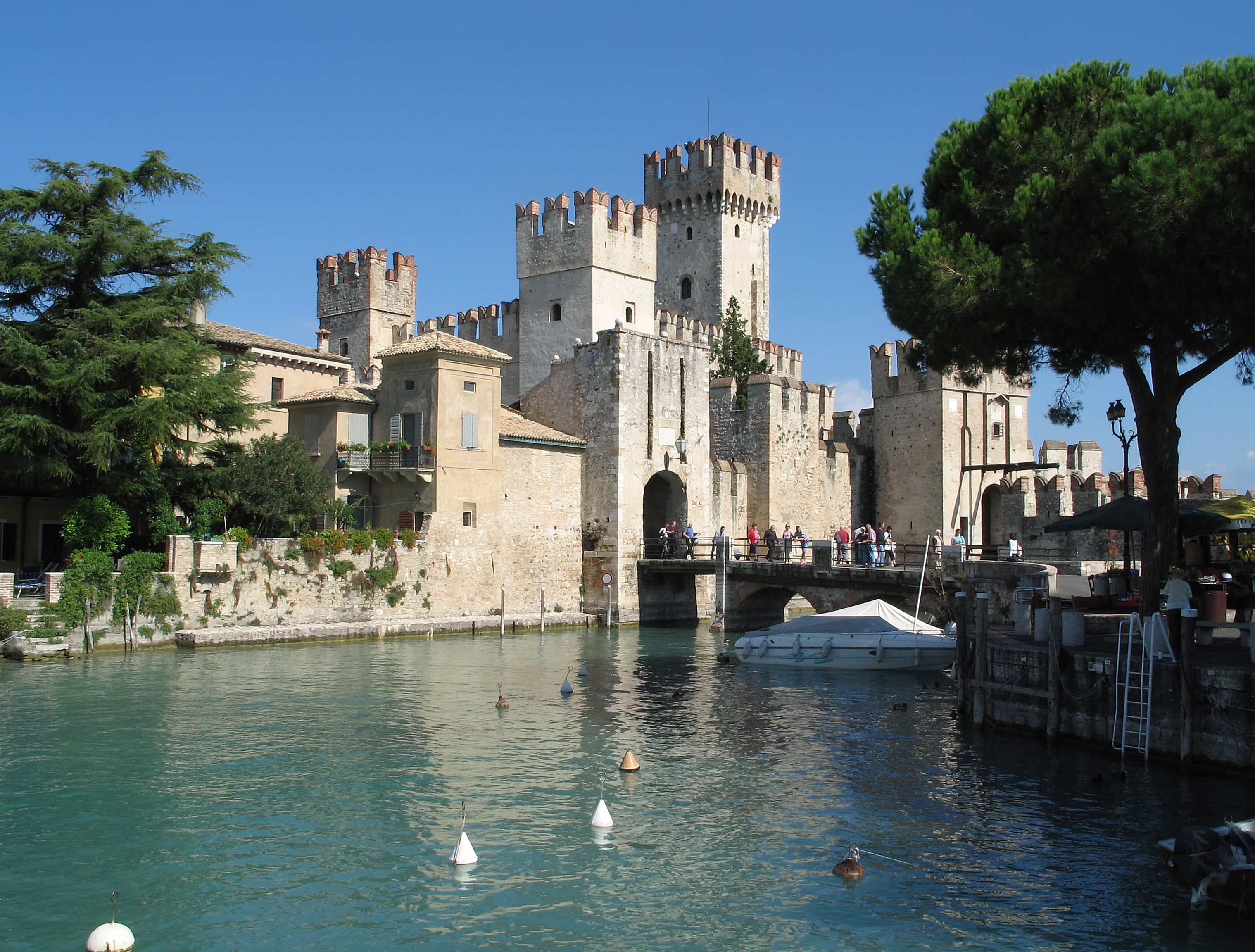
Sirmione
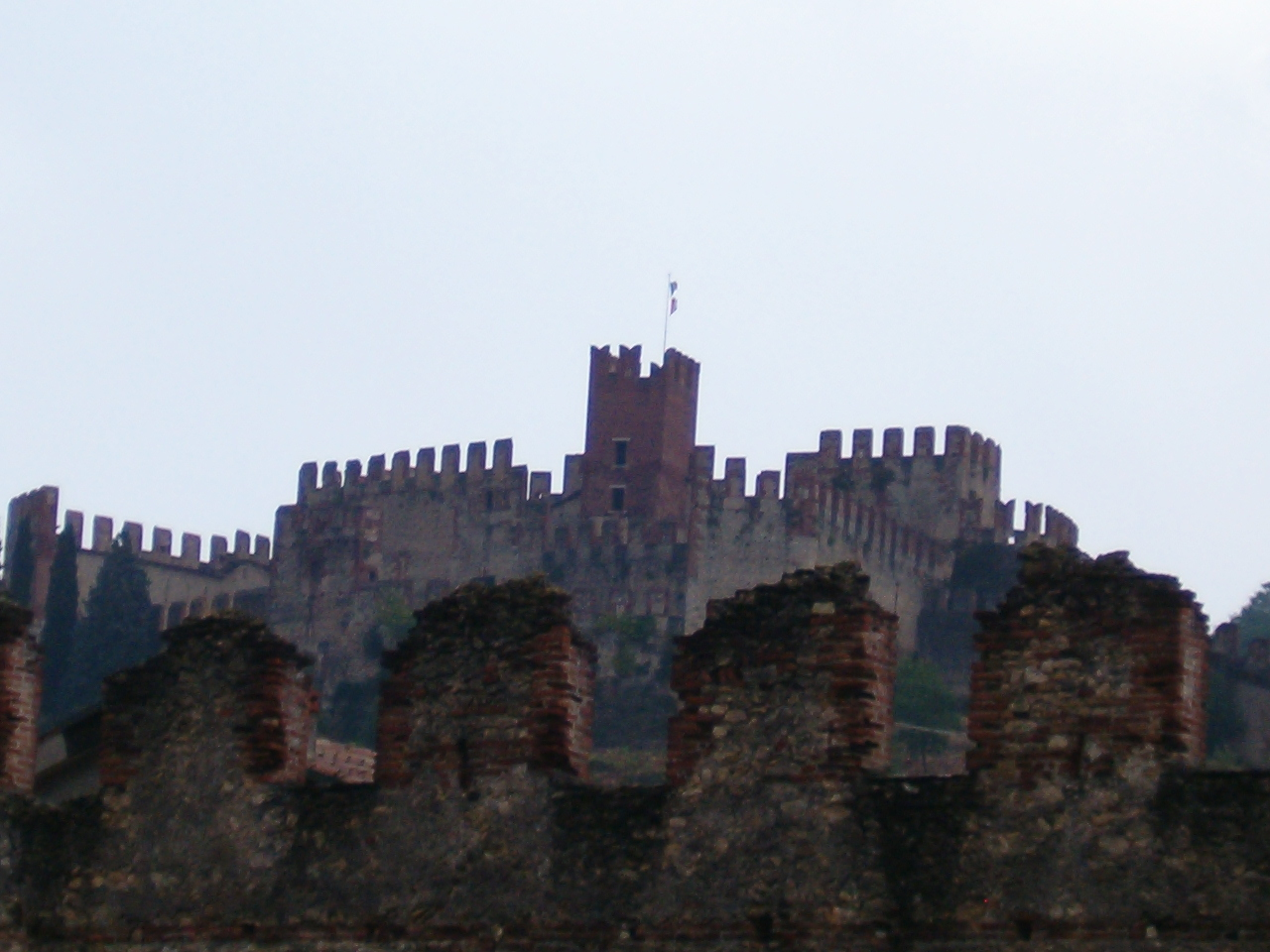
Soave
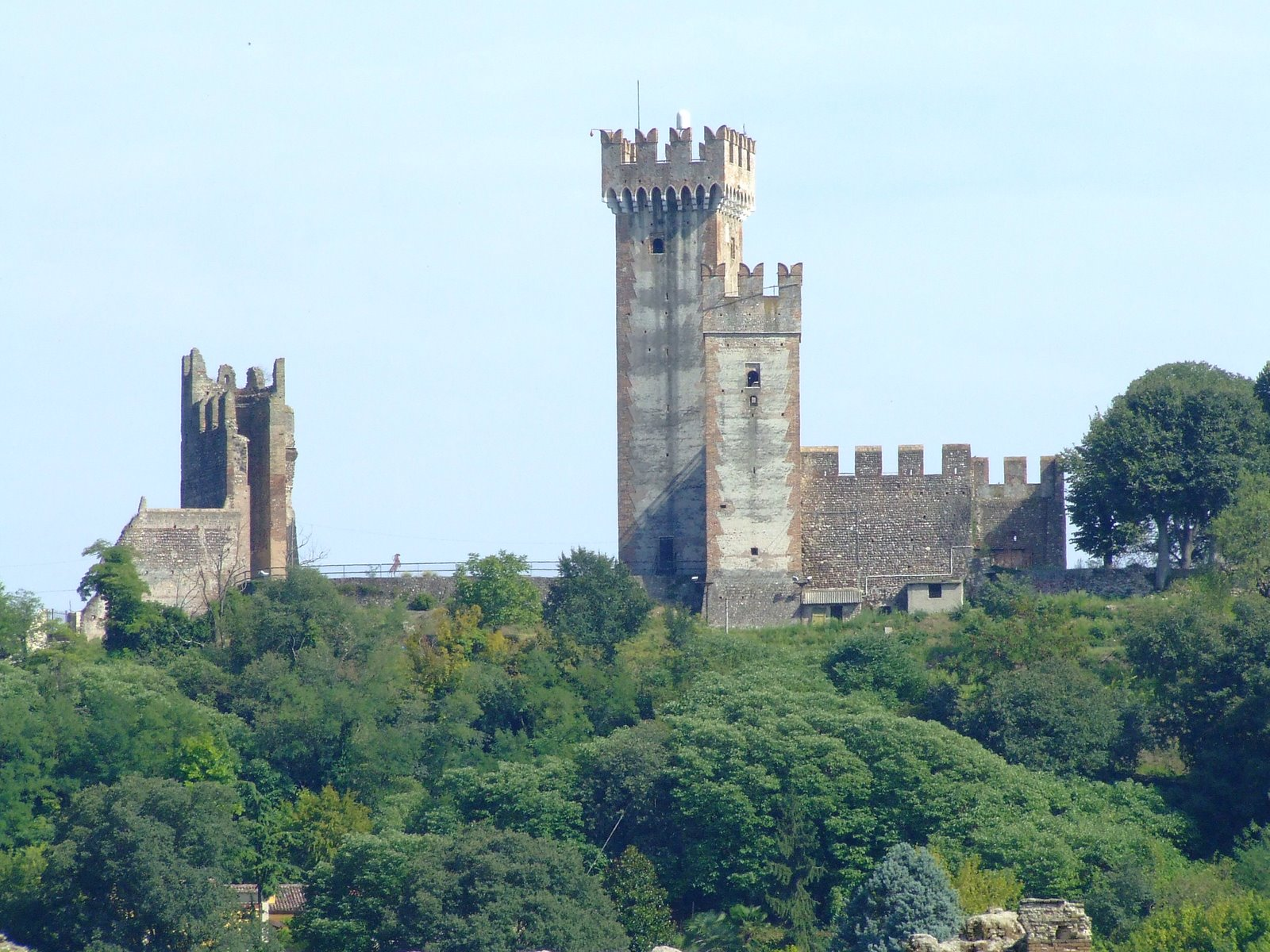
Valeggio sul Mincio
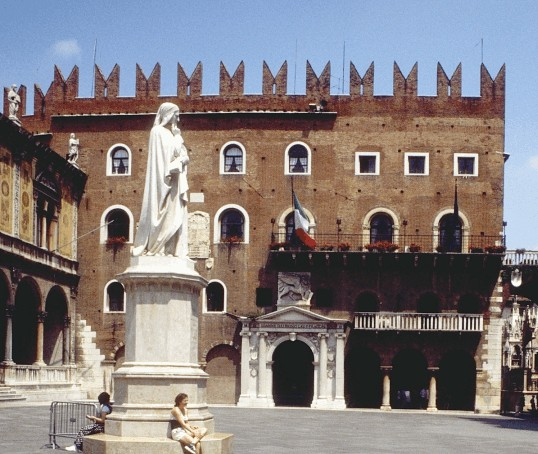
Verona, Palazzo di Can-Grande
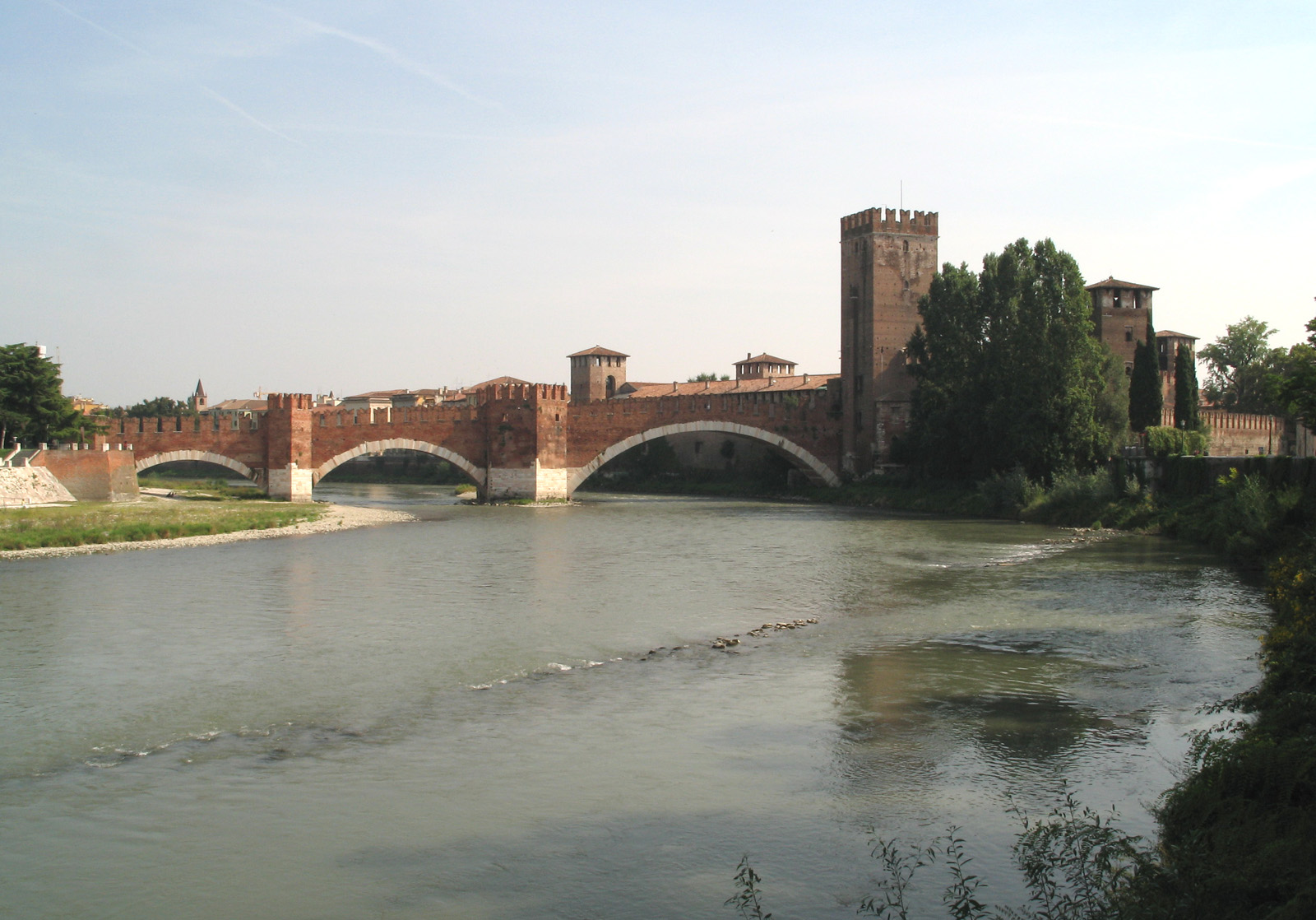
Castelvecchio in Verona
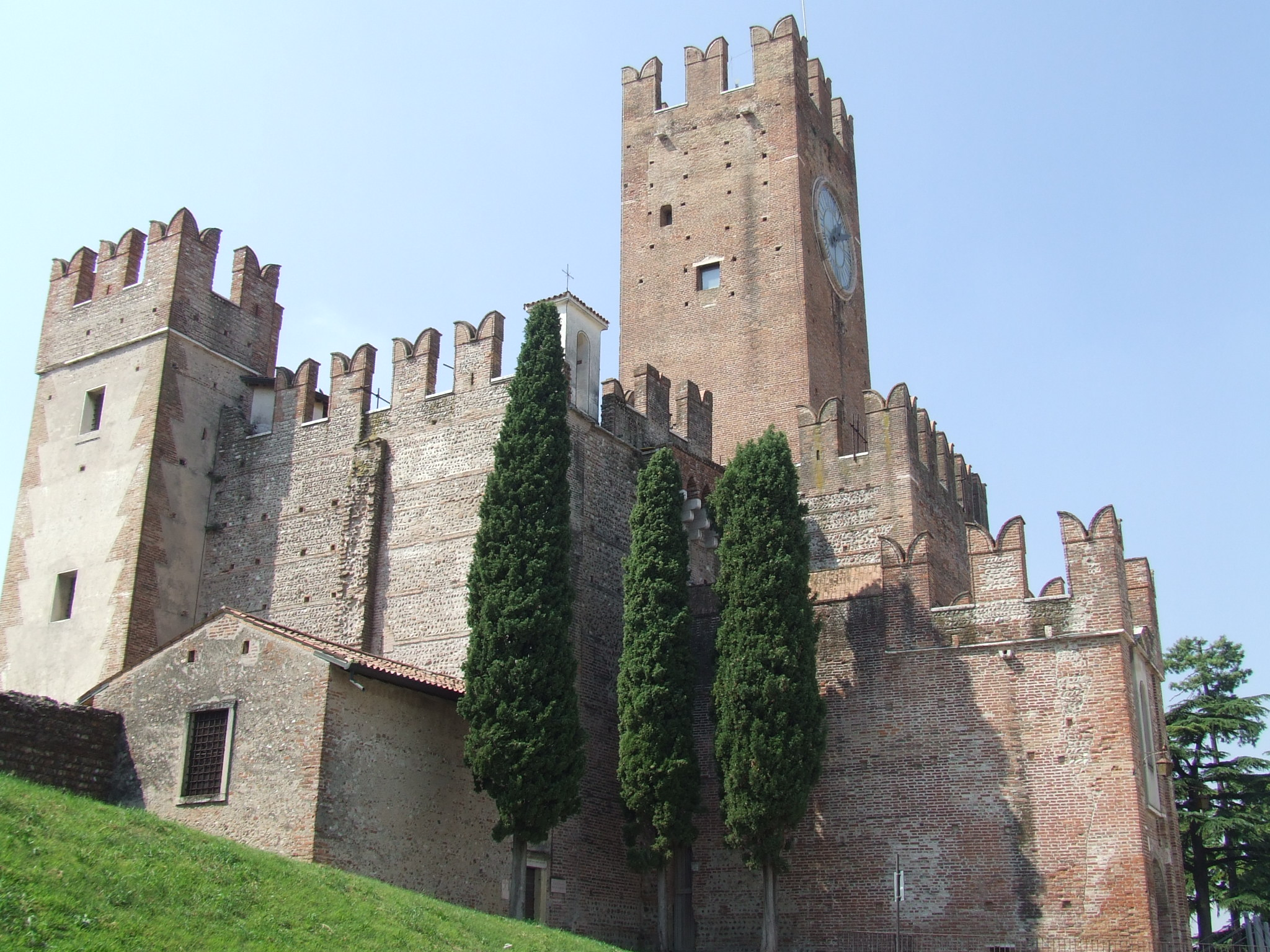
Villafranca